# 7305 Осакаюсуто
7305 Осакаюсуто (7305 Ossakajusto) — астероїд головного поясу, відкритий 8 лютого 1994 року.
Тіссеранів параметр щодо Юпітера — 3,267.